# A Little Light Music
A Little Light Music (1992), je koncertní album skupiny Jethro Tull. Všechny skladby byly nahrány během evropského koncertního turné s názvem A Little Light Music v květnu 1992. 
Kromě originální verze tohoto alba byla vydána v Itálii verze, která byla distribuována pouze v Itálii a Řecku. Na této druhé verzi alba zpívá řecký zpěvák George Dalaras písničku „John Barleycorn“ v duetu s Ianem Andersonem. Tato skladba byla nahrána na koncertu pořádaném dne 13. května 1992 v Aténách.

## Obsazení
- Ian Anderson (flétna, mandolína, harmonika, kytara, percuse, zpěv)
- Martin Barre (elektrická kytara, akustická kytara)
- Dave Pegg (baskytara, mandolína)
- Dave Mattacks bicí

## Seznam skladeb
1. "Someday the Sun Won't Shine for You" (Atény, 13.-14. května 1992) – 3:59
2. "Living in the Past" (Londýn, 2. května 1992) – 5:07
3. "Life Is a Long Song" (Frankfurt, 12. května 1992) – 3:37
4. "Under Wraps" (Curych, 6.-7. května 1992) – 2:30
5. "Rocks on the Road" (Caesarea Palaestina, 23. května 1992) – 7:04
6. "Nursie" (Manheim, 5. května 1992) – 2:27
7. "Too Old to Rock And Roll, Too Young to Die" (Ankara, 16. května 1992) – 4:43
8. "One White Duck" (Praha, 10. května 1992) – 3:15
9. "A New Day Yesterday" (Štýrský Hradec, 9. května 1992) – 7:33
10. "John Barleycorn" (Atény, 13.-14. května 1992) – 6:34
11. "Look into the Sun" (Caesarea, 23. května 1992) – 3:45
12. "The Christmas Song" (Caesarea, 23. května 1992) – 3:46
13. "From a Dead Beat to an Old Greaser" (Mnichov, 7. května 1992) – 3:51
14. "This Is Not Love" (Caesarea Palaestina, 23. května 1992) – 3:53
15. "Bourée" (Berlín, 11. května 1992) – 6:06
16. "Pussy Willow" (Dortmund, 4. května 1992) – 3:31
17. "Locomotive Breath" (Jeruzalém, 21. května 1992) – 5:51

## Remaster
Remasterované CD bylo vydáno v září 2006 a neobsahovalo žádné bonusy.